# Abraham Samlant
Abraham Samlant, ook wel Samlandt (Colombo, 12 augustus 1713 – Galle, 3 mei 1766) was een koopman in dienst van de Verenigde Oost-Indische Compagnie (VOC). Hij was van 1758 tot 1766 commandeur van Galle in Ceylon.
Abraham Samlant's grootvader, Barent Barentsz Samlant, kwam uit Haarlem en ging voor de VOC naar Indië. Na zijn dienstverband had hij zich als vrijburger in Colombo in Ceylon gevestigd. Zijn zoon Barent, Abrahams vader, werd daar geboren in 1688. Hij was onder andere secretaris van de weeskamer van Jaffna en van die van Colombo. Hij trouwde in 1712 met Johanna Clara Emans, een dochter van het hoofd van het kaneeldepartement (kapitein-kaneel) Abraham Emans. Het jaar daarop werd Abraham Samlant geboren. Op zijn achttiende nam ook hij dienst bij de VOC, als soldaat, en maakte daarna snel carrière. In 1742 werd hij secretaris van de Raad van Galle, de havenstad aan de zuidwestkust. In 1747 was hij secretaris van de Raad van Colombo, die voorgezeten werd door de gouverneur, Julius Stein van Gollenesse. Hij was inmiddels getrouwd met Maria Agnita Bierens, een dochter van de hoofdadministrateur en lid van de Raad van Colombo Dirk Bierens. Op 24 december 1745 kregen ze een dochter, Agnita Clara.

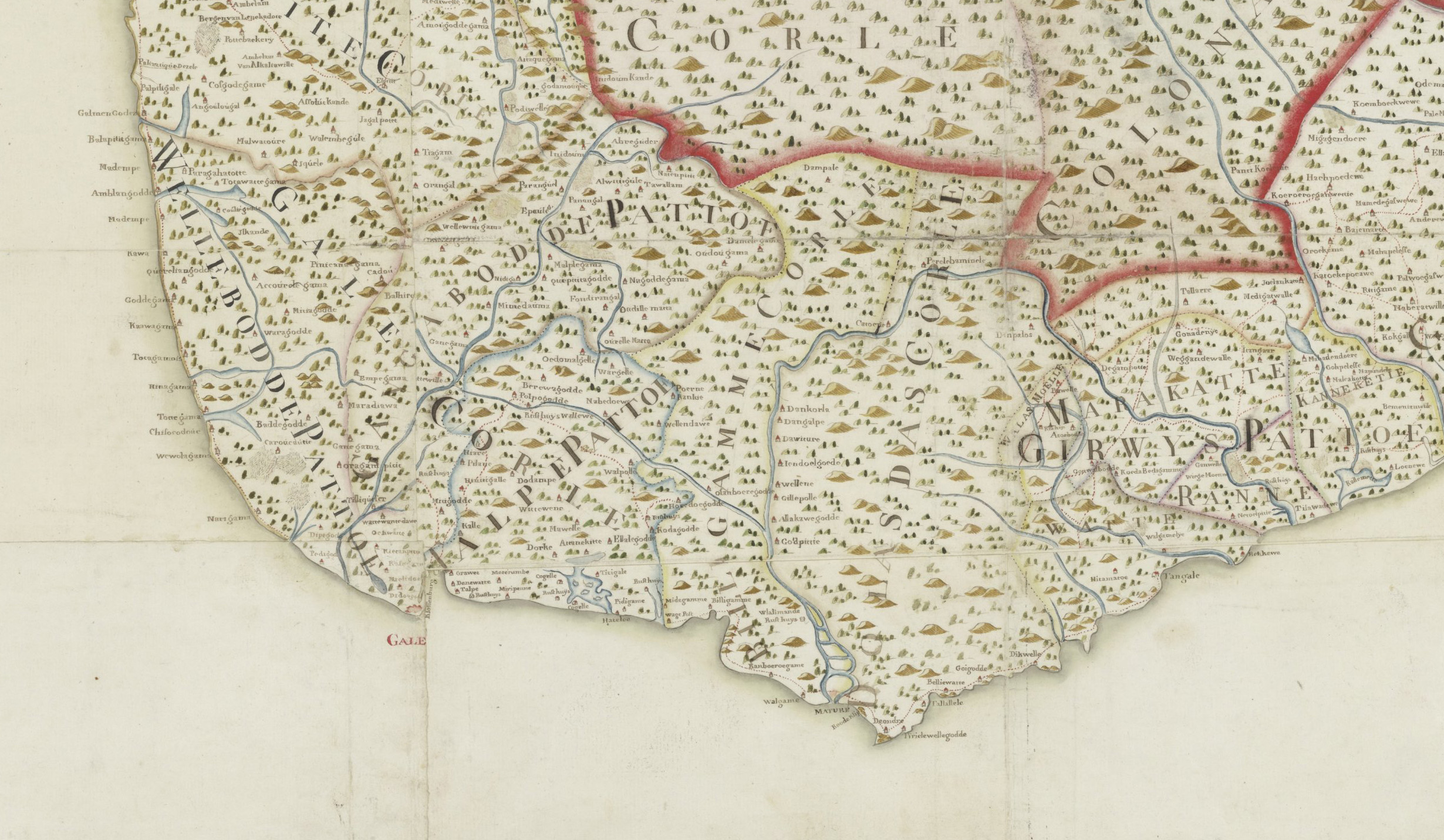
De zuidkust van Ceylon op een kaart uit 1789, met Galle, Matara en Tangalle en het achterland waar de kaneelbomen groeiden. De rode lijn is de grens met het koninkrijk Kandy.

In 1753 was Samlant onderkoopman en werd hij benoemd tot eerste pakhuismeester in Colombo. In 1756 werd hij hoofdadministrateur in de rang van opperkoopman, en daarmee tweede man in het bestuur na de gouverneur, inmiddels Jan Schreuder. In 1755 werd ook een zoon geboren, die naar zijn vader Abraham werd genoemd.
In 1757 kreeg Samlant van Schreuder opdracht onderzoek te doen naar de onlusten in de kaneelgebieden bij Matara in het zuiden en maatregelen te nemen 'om daardoor die misnoegde menschen tot vreede en stilstand te brengen'. Kaneel was het belangrijkste exportproduct van Ceylon, waarmee veel winst werd gemaakt in Europa. Blijkens Samlants rapport klaagden de Singalezen onder meer dat 'de blanke heeren tot Mature sowel als de inlandse hoofden gesamentlijk de arme in plaets van regt, onregt aendoen'. Het leidde onder andere tot het ontslag van de dessave (hoofd van het inheems bestuur) Jan Bauert, hoewel die later door de Raad van Indië weer werd gerehabiliteerd. In april 1758 overleed onverwacht de commandeur van Galle, Ras Macquet, die nog maar twee jaar in functie was. Samlant werd benoemd tot zijn opvolger. Dit was een prestigieuze post. Galle, niet ver van Matara, was halverwege de 18e eeuw niet meer de regionale stapelmarkt die het in de 17e eeuw was, maar toch deden behalve de vele kleine schepen uit de regio jaarlijks vier grote retourschepen uit Batavia de stad aan.
Ondanks Samlants maatregelen in het district Matara begonnen eind 1760 de onlusten te escaleren tot een oorlog met het koninkrijk Kandy in het binnenland. Begin 1761 trokken de Kandianen op naar Matara. Het grensfort Hangwelle (Hanwella) werd door hen veroverd en het garnizoen uitgemoord. Daarna viel het garnizoen van Tangalle hetzelfde lot ten deel. Samlant ging naar Matara om de verdediging te organiseren en ging eind februari weer terug naar Galle. Desondanks werd Matara na een belegering van zeven weken eind maart door de Kandianen veroverd en platgebrand. Het VOC personeel en hun familie kon over zee ontsnappen met het schip de Renswoude, dat in de haven van Galle lag op doorreis naar Batavia, maar door Samlant voor de zekerheid naar Matara was gestuurd. Galle zelf bleef buiten het bereik van de opstandelingen. Gouverneur Schreuder werd naar aanleiding van de opstand teruggeroepen naar Batavia en vervangen door Lubbert Jan van Eck, die in 1762 Matara terug veroverde en de oorlog verplaatste naar Kandy.
Op 7 maart van dat jaar trouwde Samlants 16-jarige dochter Agnita met de fiscaal van Galle, Willem van de Graaff, die twintig jaar later gouverneur van Ceylon zou worden. Een jaar later kregen ze een zoon: Abraham Sebastiaan.
3 mei 1766 overleed Samlant, 42 jaar oud. Hij werd als commandeur opgevolgd door de dessave van Matara, Arnold de Leij.

In de Groote Kerk van Galle hangt een houten herdenkbord voor Samlant, en zijn grafsteen ligt in de vloer. Zijn dochter Agnita overleed in Colombo op 22 juni 1773, op 27-jarige leeftijd. Haar grafsteen is te zien in de Wolvendaalkerk in Colombo. Haar oudste zoon Abraham Sebastiaan van de Graaff emigreerde in 1798 naar Amerika. De Amerikaanse natuurkundige Robert van de Graaff, uitvinder van de vandegraaffgenerator was een afstammeling van hem. Abraham Samlant junior maakte carrière in Ceylon. In 1785 werd hij kapitein-kaneel. Tien jaar later, toen de Britten Ceylon overnamen, was hij negotieboekhouder in de rang van koopman en lid van de Raad van Colombo. Hij sprak zich uit tegen de capitulatie maar was na stemming in de Raad noodgedwongen een van de ondertekenaars. Hij was een van de vele Nederlanders die in 1807 door Rudolph Prediger met twee schepen naar Batavia werden overgebracht omdat de Britse gouverneur Maitland hen niet langer wilde onderhouden. In Batavia werd hij lid van de Hoge Raad van Justitie. Hij stierf in 1810.

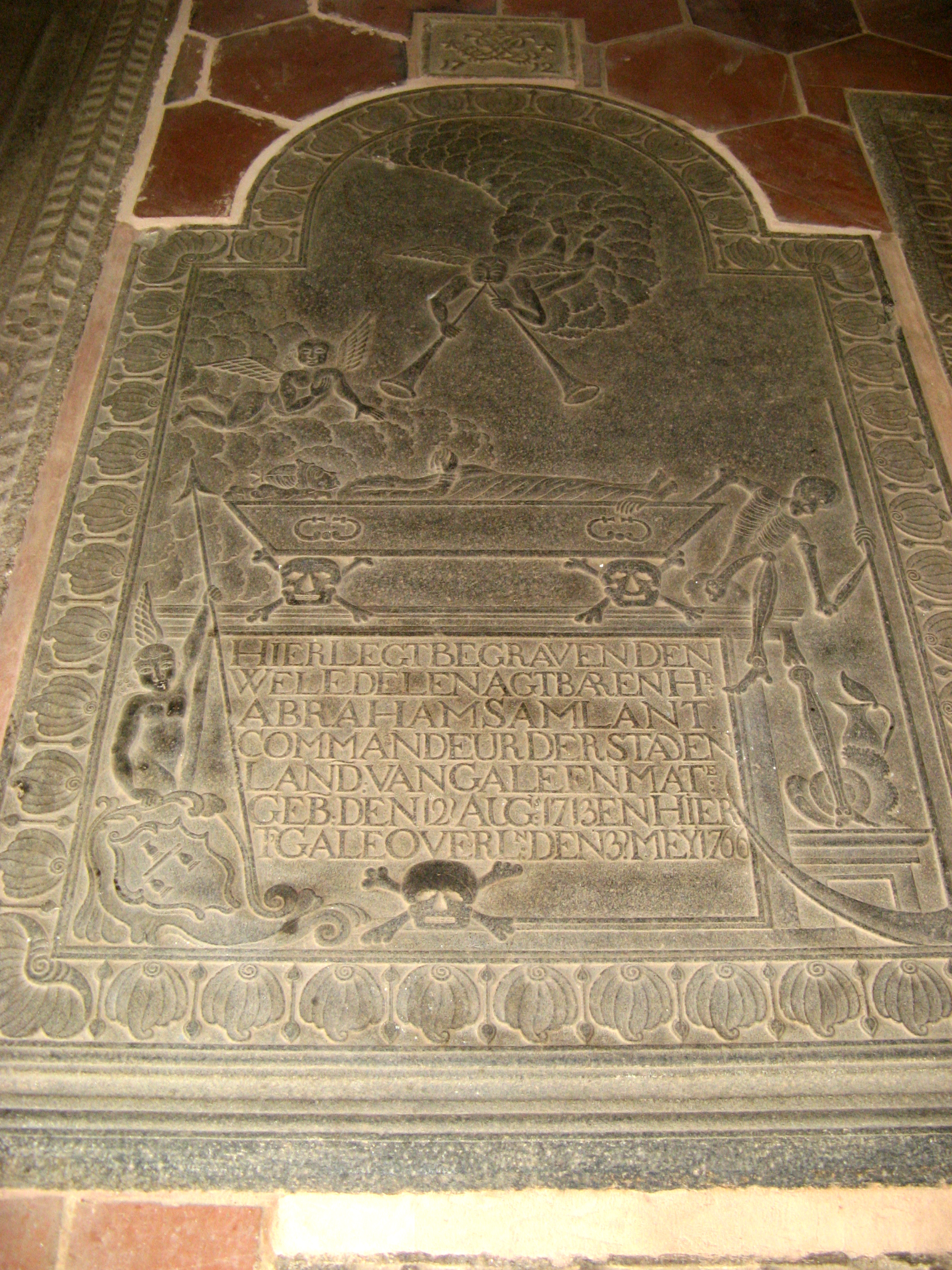
Samlants grafsteen in de Groote Kerk van Galle
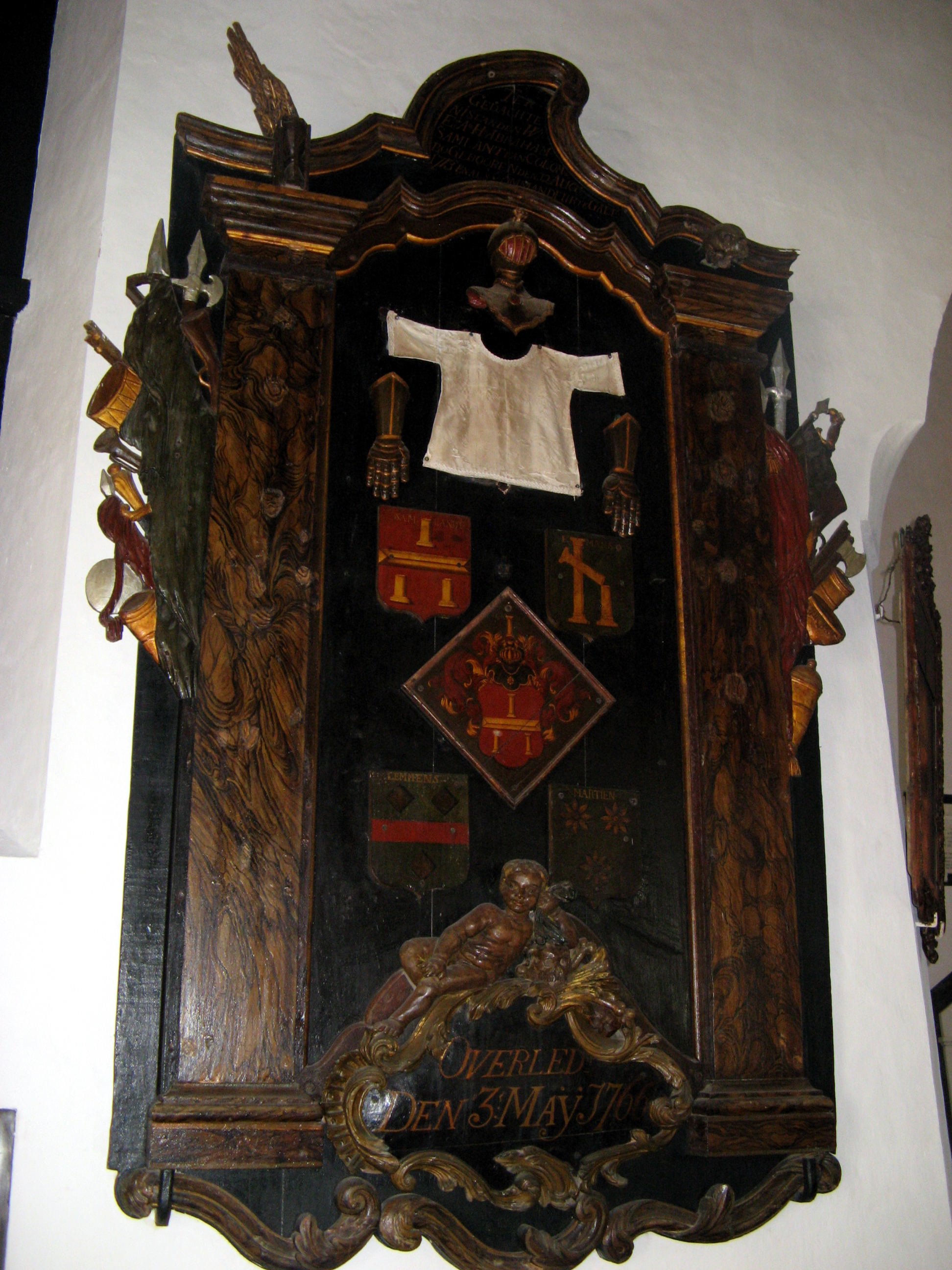
Het gedenkbord voor Samlant
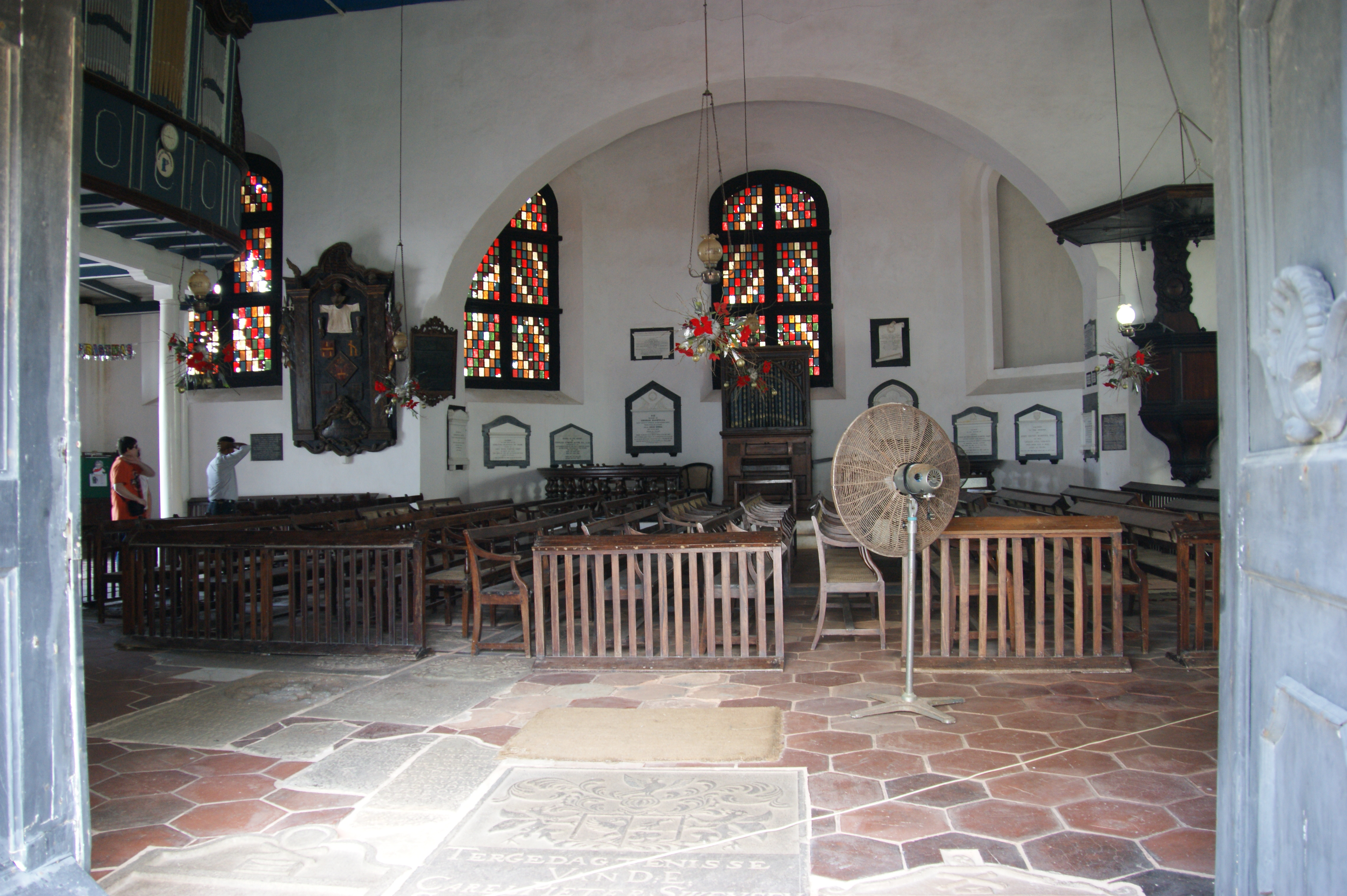
Interieur van de Groote Kerk, met links Samlants gedenkbord.